# Катастрофа шатла «Колумбія»
Катастрóфа шáтлу «Колу́мбія» сталася 1 лютого 2003 року незадовго до закінчення його 28-го польоту (місія STS-107). Останній політ космічного шатла «Колумбія» розпочався 16 січня 2003 року. Вранці 1 лютого 2003 після 16-добового польоту шатл повертався на Землю. НАСА втратило зв'язок з кораблем приблизно о 14:00 GMT (09:00 EST), за 16 хвилин до передбачуваної посадки на ЗПС № 33 Космічного центру імені Джона Кеннеді у Флориді, яка повинна була відбутися о 14:16 GMT. Очевидцями були зняті палаючі уламки шатла, що летіли на висоті близько 63 км за швидкості 5,6 км/с. Всі 7 членів екіпажу загинули.
Протягом декількох місяців після трагедії проводилося розслідування катастрофи. Спеціально створена Комісія з розслідування катастрофи шаттла «Колумбія» дійшла висновку, що причиною катастрофи стало руйнування зовнішнього теплоізоляційного шару на лівій площині крила шатла, викликане падінням на нього шматка теплоізоляції кисневого бака під час старту корабля. Гарячі гази проникли всередину, що призвело до перегріву пневматики лівої стійки шасі, її вибуху, подальшого руйнування конструкції крила і загибелі шатла.
Значну роль в розслідуванні причин катастрофи зіграли дані, збережені в додатковій системі фіксації бортових параметрів (Modular Auxiliary Data System (MADS)), що була встановлена лише на «Колумбії», бо вона була першим льотним екземпляром у серії. Система призначалася для запису свідчень бортових датчиків з метою їх детального післяполітного аналізу. Блок, що фіксує показання датчиків на магнітний носій, не будучи особливим чином захищений, дивом уцілів і виконав роль «бортового самописця».
Всі знайдені уламки шатла зберігаються в Космічному центрі імені Джона Кеннеді.

## Екіпаж

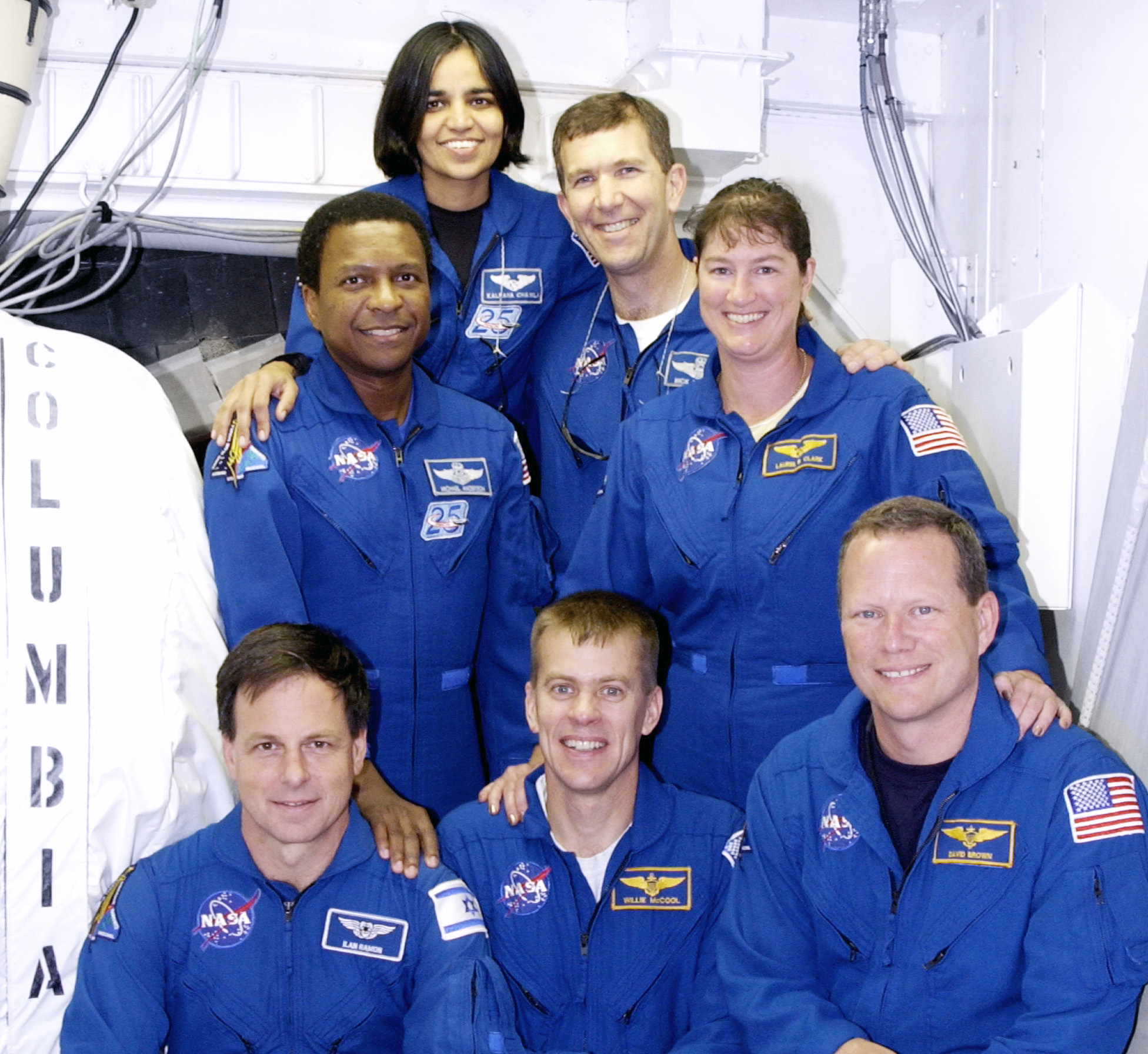
Екіпаж STS-107. Зверху донизу: Чавла, Хазбанд, Андерсон, Кларк, Рамон, МакКул, Браун

Екіпаж шатла «Колумбія» складався з семи осіб:
- Командир екіпажу — 45-річний Річард «Рік» Д. Гасбанд (англ. Richard «Rick» D. Husband). Військовий льотчик США, полковник ВПС США, астронавт НАСА. Провів у космосі 25 днів 17 годин 33 хвилини. До «Колумбії» був командиром човника STS-96 «Discovery».
- Другий пілот — 41-річний Вільям «Віллі» К. Маккул (англ. William «Willie» C. McCool). Льотчик-випробувач, астронавт НАСА. Провів в космосі 15 днів 22 години 20 хвилин.
- Бортінженер — 40-річна Калпана Чавла (англ. Kalpana Chawla). Науковий співробітник, перша жінка-астронавт НАСА індійського походження. Провела в космосі 31 день 14 годин 54 хвилини.
- Спеціаліст з корисного навантаження — 43-річний Майкл Ф. Андерсон (англ. Michael P. Anderson). Вчений, астронавт НАСА. Провів в космосі 24 днів 18 годин 8 хвилин.
- Спеціаліст із зоології — 41-річна Лорел Б. С. Кларк (англ. Laurel BS Clark). Капітан ВМС США, астронавт НАСА. Провела в космосі 15 днів 22 години 20 хвилин.
- Науковий фахівець (лікар) — 46-річний Девід МакДауелл Браун (англ. David McDowell Brown). Льотчик-випробувач, астронавт НАСА. Провів в космосі 15 днів 22 години 20 хвилин.
- Науковий фахівець — 48-річний Ілан Рамон (англ. Ilan Ramon, івр. אילן רמון). Перший ізраїльський астронавт НАСА. Провів в космосі 15 днів 22 години 20 хвилин.

## Хронологія катастрофи
- 2:30 EST, 1 лютого 2003 — починає роботу посадкова зміна центру керування польотами під керівництвом керівника польотами Лероя Кейна.

Центр виконував стандартні операції для підготовки човника для входу в атмосферу. Специфічні проблеми, пов'язані з даною посадкою, не розглядалися. Зокрема, в ЦУПі не надали значної уваги шматку теплоізоляційної піни, що відвалилася від кисневого бака 82 секунді після старту.
Вхід в атмосферу повинен був пройти в штатному режимі. Синоптики досліджували погодні умови в районі Космічного центру імені Кеннеді, де повинна була приземлитися «Колумбія».
- 8:00 — Керівник посадкової зміни ЦУПа Лерой Кейн проводить опитування операторів зміни. Всі дали добро на схід з орбіти. Прогноз погоди в точці посадки в межах норми, і всі системи працювали нормально.
- 8:10 — Оператор зв'язку (The Capsule Communicator, CapCom) астронавт Чарльз Гобо передав екіпажу корабля дозвіл на схід з орбіти.
- 8:15:30 (EI-1719) — Командир корабля Гасбенд і пілот Маккул розпочали відведення корабля з орбіти, зробивши запуск двох двигунів орбітальної маневрової системи «Колумбії». У момент запуску двигунів корабель знаходився в положенні «вниз головою і хвостом уперед» над Індійським океаном на висоті близько 280 км. Маневр по сходженню з орбіти був зроблений на 255-му витку, і за 2 хвилини 38 секунд корабель загальмувався з першої космічної швидкості (7,8 км/с) до початку входу в щільні шари атмосфери. Під час роботи двигунів екіпаж відчував прискорення приблизно в 1/10 g. Не зазнавши проблем при виконанні маневру, Гасбенд переклав «Колумбію» в положення «на правому боці, носом вперед».
- 8:44:09 (EI +000) — Умовна точка входу в щільні шари атмосфери (Entry Interface, EI). Умовно вважається, що вхід відбувається після досягнення висоти 120 км (400000 футів). Вхід в атмосферу стався над Тихим океаном. Коли «Колумбія» входить в щільні шари атмосфери, тертя об повітря починає нагрівати передній край крила. Температура зростає поступово, у типовому випадку зростаючи до 1400 °C за наступні 6 хвилин.
- 8:48:39 (EI +270) — Датчик температури на передній кромці лівого крила показує значення, що перевищують ті, що були зафіксовані під час попередніх входів «Колумбії» в атмосферу. Ця інформація не була передана на Землю або показана екіпажу, вона була лише зафіксована бортовим самописцем Modular Auxiliary Data System.
- 8:49:32 (EI +323) — «Колумбія» здійснює запланований розворот направо. Швидкість: 24,5 Маха. Колумбія починає виконувати маневри для точного управління підйомною силою, що потрібно для обмеження швидкості спуску і регулювання нагріву корпусу.
- 8:50:53 (EI +404) — «Колумбія» входить в десятихвилинний період, під час якого корпус корабля піддається найважчим тепловим навантаженням. Швидкість: 24,1 Маха; висота: 74 км.
- 8:52:00 (EI +471) — «Колумбія» приблизно за 500 км на захід від берегової лінії Каліфорнії. Температура на передній кромці крила в цей момент зазвичай досягає 1450 °C.
- 8:53:26 (EI +557) — «Колумбія» пролітає над береговою лінією Каліфорнії на захід від Сакраменто. Швидкість: 23 Маха; висота: 70,6 км. У цей момент передня кромка крила човника зазвичай нагрівається до температури, що перевищує 1540 °C.
- 8:53:46 (EI +597) — Виявлено сліди уламків. Швидкість: 22,8 Маха; висота: 70,2 км. Плазма, що оточує корабель, раптово збільшує яскравість свого світіння, в яскравому газовому шлейфі корабля відбувається сильний електричний розряд. У наступні 23 секунди подібне явище відбудеться ще чотири рази, що відзначать спостерігачі.
- 8:54:24 (EI +613) — Оператор з механічних систем і життєзабезпечення Орбітера Джеф Клінг (The Maintenance, Mechanical, and Crew Systems (MMACS) officer) повідомив керівника польоту, що чотири датчики гідравлічної системи в лівому крилі стали показувати значення нижче межі чутливості (зашкалили за мінімум). За даними Центру управління, до цього моменту все проходило допустимо нормально. Посадочна зміна ЦУПа (The Entry Team) продовжує обговорювати, що саме сталося з чотирма датчиками.
- 8:54:25 (EI +614) — Пройшовши повітряний простір Каліфорнії, «Колумбія» летить над Невадою. Швидкість: 22,5 Маха; висота: 69,3 км. У цей момент спостерігачі відзначають яскравий спалах. У наступні 4 хвилини це явище буде відзначено ще 18 разів.
- 8:55:00 (EI +651) — Через приблизно 11 хвилин після входу корабля в щільні шари атмосфери кромка крила зазвичай нагрівається до 1650 °C.
- 8:55:32 (EI +683) — «Колумбія» перетинає кордон штатів Невада і Юта. Швидкість: 21,8 Мах; висота: 68 км.
- 8:55:52 (EI +703) — «Колумбія» перетинає кордон штатів Юта і Аризона.
- 8:56:30 (EI +741) — Перебуваючи над Аризоною, «Колумбія» починає лівий поворот.
- 8:56:45 (EI +756) — «Колумбія» перетинає кордон Аризони і Нью-Мексико. Швидкість: 20,9 Маха; висота: 66,8 км.
- 8:57:24 (EI +795) — «Колумбія» пройшла трохи північніше міста Альбукерке.
- 8:58:00 (EI +831) — До цього моменту часу температура передньої кромки крила зазвичай становить 1580 °C.
- 8:58:20 (EI +851) — «Колумбія» перетинає кордон штатів Нью-Мексико і Техас. Швидкість: 19,5 Маха; висота: 64 км. Приблизно в цей час від корабля відвалилася одна з теплозахисних плиток. Згодом, коли йшов пошук уламків, ця плитка стала найзахіднішою зі знайдених частин корабля. Пошуковці виявили її в полі в Літлфілді, штат Техас, на північний захід від Лаббок.
- 8:59:15 (EI +906) — MMACS повідомив керівника польоту, що телеметрія не показує значень тиску в обох шинах лівої стійки шасі. Оператор зв'язку (CAPCOM) повідомив екіпажу, що в Центрі управління знають про такий факт і активно розбираються з показаннями датчиків, додавши, що останнє повідомлення з борту для групи управління польотом було нерозбірливим.
- 8:59:32 (EI +923) — Записаний обривок відповіді командира корабля: «Roger, uh, bu — [обірвалося на півслові] …». Це був останній зв'язок із бортом. У ту саму мить Центр управління польотом отримав останні дані телеметрії. Офіцер зв'язку (INCO) Лаура Хоппе повідомляє керівника польотом, що дана перерва у зв'язку очікувана і пов'язана з тим, що хвіст шаттла затулив супутник зв'язку.
- 9:00:18 (EI +969) — Аматорська відеозйомка, зроблена наземними спостерігачами, показує, що в цей момент корабель розвалюється на частини. Хоча зникнення сигналу стало причиною деякої заклопотаності в Центрі управління польотом, там не було помічено жодних ознак серйозних проблем.
- 9:05 — Жителі північної частини центрального Техасу повідомили про сильний звук вибуху і слабку ударну хвилю. Крім того, вони повідомили про димні сліди і уламки, що летіли в ясному небі над районами на південному сході від Далласа. Уламки «Колумбії», виявлені радаром National Weather Service над Техасом і Луїзіаною.
- 9:12:39 (EI +1710) — Інформація про те, що один з телеканалів у Х'юстоні демонструє наживо кадри руйнування корабля доходить до ЦУПа. До зали управління вона надходить телефоном, і водночас стає відомою Лерою Кейну. Він оголошує тривогу (загроза втрати корабля) і скеровує рятувальні команди в район падіння уламків. Для співробітників посадкової зміни починається аварійна процедура — Кейн передав наземному оператору команду «замкнути двері», що є кодовою фразою, яка вказує на настання позаштатної ситуації. У цей час нікому не дозволяється виходити чи входити до приміщення пультової, і оператори зобов'язані зберегти всю наявну інформацію для подальшого розслідування[1].
- 9:16 — Розрахунковий час падіння шатла.